# Siva
Siva (rusky Сива) je řeka v Udmurtské republice a v Permském kraji v Rusku. Je 206 km dlouhá. Povodí má rozlohu 4870 km².

## Průběh toku
Teče převážně v široké zalesněné dolině. Ústí zprava do Kamy. Nejvýznamnějším pravým přítokem je Votka.

## Vodní režim
Zdroj vody je převážně sněhový. Průměrný roční průtok vody činí 32,2 m³/s. Zamrzá ve druhé polovině října a rozmrzá v dubnu. Až do dna promrzá na 50 až 80 dní.